# ウェザー・リポート (1982年のアルバム)
『ウェザー・リポート'81』（Weather Report）は、エレクトリック・ジャズ・バンドであるウェザー・リポートの1982年に発表された10枚目のスタジオ・アルバム。このバンドの最初のアルバム（『ウェザー・リポート』）と同じセルフタイトルで、発売当時は購入者や小売店の間で一時混乱が起きた。

## 解説
本作は、リズム・セクションにジャコ・パストリアスとピーター・アースキンが参加した最後のアルバムである。この顔ぶれがこれまでのバンドの変遷の中でベストな組み合わせだと考えるファンも多かった。
アルバムの核となる曲は、「N.Y.C.」である。3部構成の組曲で、第1部の「41stパラレル」は、ピーター・アースキンのはずむようなノリの、他の誰からも聞くことができないようなドラムを聴くことができる。第2部の「ザ・ダンス」はジョー・ザヴィヌルのシンセサイザーの分厚いオーケストレーションで始まるが、伝統的なスウィング感もある。第3部の「クレイジー・アバウト・ジャズ」は、あらゆる意味で曲名に相応しい終結部となっている。

## 収録曲
| #  | タイトル | 作詞 | 作曲                                                             | 時間  |
| -- | --- | ---- | ---------------------------------------------------------------- | ----- |
| 1. | 「ヴォルケイノ・フォー・ハイアー - "Volcano for Hire"」                                                                         |      | ザヴィヌル                                                       | 5:25  |
| 2. | 「カレント・アフェアーズ - "Current Affairs"」                                                                                  |      | ザヴィヌル                                                       | 5:54  |
| 3. | 「N.Y.C. (41stパラレル / ザ・ダンス / クレイジー・アバウト・ジャズ) - "N.Y.C. (41st Parallel / The Dance / Crazy About Jazz)"」 |      | ザヴィヌル                                                       | 10:11 |
| 4. | 「ダラ・ファクター・ワン - "Dara Factor One"」                                                                                  |      | ザヴィヌル                                                       | 5:25  |
| 5. | 「ホエン・イット・ワズ・ナウ - "When It Was Now"」                                                                              |      | ショーター                                                       | 4:45  |
| 6. | 「スピーチレス - "Speechless"」                                                                                                 |      | ザヴィヌル                                                       | 5:58  |
| 7. | 「ダラ・ファクター・トゥー - "Dara Factor Two"」                                                                                |      | ザヴィヌル/ショーター/パストリアス/アースキン/トーマス・ジュニア | 4:27  |

## パーソネル
- ジョー・ザヴィヌル (Joe Zawinul) - キーボード、ピアノ、シンセサイザー、クレイ・ドラム、ドラム・コンピューター、パーカッション、ボーカル
- ウェイン・ショーター (Wayne Shorter) - テナーサックス、ソプラノサックス
- ジャコ・パストリアス (Jaco Pastorius) - ベース、パーカッション、ボーカル
- ピーター・アースキン (Peter Erskine) - ドラム
- ロバート・トーマス・ジュニア (Robert Thomas Jr.) - パーカッション